# گرمرسدورف-بوخهولتس
گرمرسدورف-بوخهولتس (به آلمانی: Gremersdorf-Buchholz) یک شهر در آلمان است که در فرپومرن-روگن واقع شده‌است. گرمرسدورف-بوخهولتس  ۷۸۶ نفر جمعیت دارد.